# Hassan Rahimi
Hassan Rahimi (in persiano حسن رحيمى‎; Teheran, 15 giugno 1989) è un lottatore iraniano, specializzato nella lotta libera.

## Palmarès

### Olimpiadi
- 1 medaglia:
  - 1 bronzo (Rio de Janeiro 2016 nei 57 kg)

### Mondiali
- 4 medaglie:
  - 1 oro (Budapest 2013 nei 55 kg)
  - 1 argento (Las Vegas 2015 nei 57 kg)
  - 2 bronzi (Istanbul 2011 nei 55 kg; Tashkent 2014 nei 57 kg)

### Campionati asiatici
- 2 medaglie:
  - 1 oro (Gumi 2012 nei 55 kg)
  - 1 bronzo (Pattaya 2009 nei 55 kg)